# Kirakira PreCure a la Mode-afsnit
Kirakira PreCure a la Mode er den fjortende animeserie i Izumi Todos Pretty Cure-franchise, der blev produceret af Asahi Broadcasting Corporation og Toei Animation. Serien følger Ichika Usami og hendes venner, der forvandler sig til Pretty Cure for at beskytte kirakiral i desserter og søde sager fra de onde kirakiraru-tyve og deres henteko-monstre. Serien blev sendt på alle ANN-tv-stationer i Japan fra 5. februar 2017, hvor den afløste den trettende serie, Maho Girls PreCure!, og indtil 28. januar 2018, hvorefter Hugtto! PreCure tog over. Introsangen er "SHINE!! Kirakira ☆ PreCure a la Mode" (SHINE!! キラキラ☆プリキュアアラモード SHINE!! Kirakira ☆ Purikyua Ara Moodo) af Yuri Komagata. I de første 22 afsnit er slutsangen "Let's La Cooking☆Showtime" (レッツ・ラ・クッキン☆ショータイム Rettsu Ra Kukkin ☆ Shōtaimu) af Kanako Miyamoto. Fra afsnit 23 til 49 er slutsangen "Shubidubi☆Sweets Time" (シュビドゥビ☆スイーツタイム Shubidubi ☆ Suiitsu Taimu) af Miyamoto.

## Afsnit
| # | Titel | Sendt første gang  |
| --- | --- | ------------------ |
| | |                    |
| 1 | "Topped with Plenty of Love! Cure Whip is Ready!" "Daisuki Tappuri! Kyua Hoippu Dekiagari!" (大好きたっぷり！キュアホイップできあがり！)                                    | 5. februar 2017    |
| Da Ichika Usami er på vej hjem for at lave en kage til hendes mor, sker der en mærkelig cremefyldt eksplosion i nærheden, der får Ichika og nogle andre piger til at se syn af søde sager. Mens Ichika kæmper med at bage ordentligt, støder hun pludselig på en fe ved navn Pekorin, der fortæller hende om kirakiraru i søde sager og hjælper hende med at lave en vellykket kage. Ichika bliver imidlertid trist til mode, da hun hører, at hendes mor ikke kan komme hjem, og mister lysten til at gøre kagen færdig. Netop da dukker en ond fe ved navn Gummy op og begynder at stjæle kirakiraru fra kagen for at gøre sig selv stærkere, med det resultat at kagen bliver sort. Pekorin er fast besluttet på at beskytte den vellykkede kage, som Ichika lagde sine følelser i og kæmper for at beskytte den mod Gummy, hvilket får Ichika til at forstå, at kagen ikke er værdiløs. Da Ichika bliver opmuntret til at færdiggøre dekorationen af kagen, forvandler en sig til en pagt og Rabbit Shortcake Animal Sweet, der giver hende kraften til at forvandle sig til en Pretty Cure, Cure Whip. Ichika bruger sine nye kaninlignende evner til at besejre Gummy og sende alle de stjålne kirakiraru tilbage, hvor de hører hjemme. Derefter høres en mystisk stemme fra en pose formet som en butik. | |                    |
| 2 | "The Little Genius, Cure Custard!" "Chiisa na Tensai Kyua Kasutaado!" (小さな天才キュアカスタード！)                                                                        | 12. februar 2017   |
| Posen forvandler sig til et bageri i fuld størrelse komplet med køkken, hvor Ichika møder en feånd kendt som Elder. Da Ichika hører at Pretty Cure var legendariske konditorer, tager hun øjeblikkeligt imod chancen for at blive en. Næste dag støder Ichika på sin sky klassekammerat Himari Arisugawa og inviterer hende over til det magiske bageri for at lave noget karamelbudding. Himari bliver irriteret over Ichikas gentagne fejl og ender med at vise sin sande natur som ekspert i søde sager, mens hun lærer Ichika alt om budding. Himari har dårlige erfaringer med at miste venner på grund af sin store viden og frygter, at Ichika vil behandle hende på den samme måde. Hun bliver imidlertid overrasket over, at Ichika er interesseret i at lave budding ordenligt, og sammen lykkes det for dem at lave en vellykket budding. Netop da dukker kirakiraru-tyven Pulupulu op. Han begynder at stjæle kirakiraru fra buddinger og udser sig Himaris specielle egernbudding. Ichika forvandler sig for at kæmpe mod Pulupulu men har problemer med hans buddingekrop. Himaris ønske om at beskytte sin nye ven giver hende imidlertid kraften til at forvandle sig til Cure Custard, så hun kan bruge sin egernagtige hurtighed til at hjælpe Ichika med at besejre Pupupulu.                 | |                    |
| 3 | "The Roaring Lion! Cure Gelato!" "Sakebe Raion! Kyua Jeraato!" (叫べライオン！キュアジェラート！)                                                                           | 19. februar 2017   |
| Aoi Tategami, der er forsanger i bandet Wild Azur, bliver ivrig efter at deltage i en dyst mellem bands for at imponere en af sine yndlingsmusikere, Ayane Misaki. Mens Aoi kæmper med at finde på en tekst til en ny sang, vil Ichika opmuntre hende med noget is men opdager, at isbilen er blevet plyndret af en af Gummys allierede, Hotto. Ichika og Himari arbejder sammen om at lave en himmelblå løveis til Aoi inspireret af himlens skyer på dagen for konkurrencen, hvilket minder hende om, hvorfor hun startede med at synge. Netop da Aois optræden skal til at begynde, dukker kirakiraru-tyven Hotto op, så Ichika og Himari må gribe ind. Aoi er fast besluttet på at beskytte både scenen og sin is og får kraften til at forvandle sig til Cure Gelato, så hun kan bruge sine iskræfter og løvebrøl til at besejre Hotto med. Publikum er blevet skræmt væk af angrebet, men det lykkes for Aoi at bringe dem tilbage med sin sang og imponere Ayane med sin tekst fra hjertet. | |                    |
| 4 | "With the Three of Us Together, Let's La Mix it Up!" "Sannin Sorotte Rettsu Ra Maze Maze!" (３人そろってレッツ・ラ・まぜまぜ！)                                             | 26. februar 2017   |
| Ichika, Himari og Aoi vil lave flødeboller til balletstjernen Mariko Himukai til hendes optræden. De finder imidlertid ud af, at det ikke er så nemt. Alle forsøg mislykkes og efterlader dem alle sammen skuffede. Ichika spørger Mariko om, hvad man skal gøre, når ting konstant mislykkes, og får at vide, at man skal fokusere på den følelse af kærlighed, der inspirerede en til at begynde med. Efter at pigerne hver især er kommet til at tænke på hinanden, vender de tilbage til køkkenet for endnu et forsøg, hvor det endelig lykkes at lave en succesfuld portion flødeboller og bliver som følge heraf endnu bedre venner. Næste morgen angriber kirakiraru-tyven Shockley pigernes flødeboller, men det lykkes for Pretty Cure at besejre ham ved at kombinere deres følelser. Efter at pigerne har givet Mariko de svane-flødeboller, de lavede sammen, passerer de en smuk gymnasiepige. | |                    |
| 5 | "The Capricious Lady is Cure Macaron!" "Kimagure Onee-sama wa Kyua Makaron!" (きまぐれお姉さまはキュアマカロン！)                                                           | 5. marts 2017      |
| Ichika møder endnu en gang pigen fra før, Yukari Kotozume, der er kendt for at være både smuk og dygtig. Efter at de har tilbragt noget tid sammen i byen, inviterer Ichika Yukari, der ikke ser ud til at hygge sig, til at lave makroner sammen med de andre. Yukaris naturlige talent gør det muligt for dem at lave godt udseende marengs, men de opdager at smagen ikke er rigtig, hvilket får Yukari til at arbejde hårdt på at lave det om, samtidig med at hun endelig kommer til hygge sig med det. Ichika forvandler en af Yukaris fejl til en katte-makron, men netop da dukker kirakiraru-tyven Maquillon op for at stjæle den. Yukari har nydt at være sammen med Ichika, hvilket giver hende styrken til at forvandle sig til Cure Macaron og besejre Maquillon. Mens Yukari beslutter sig for en gang at ville lave perfekte makroner, falder Ichika for den flotte Akira Kenjo, der lige er flyttet ind i nabolaget. | |                    |
| 6 | "Is This Love!? The Brilliant Cure Chocolat!" "Korette Rabu!? Kareinaru Kyua Shokora!" (これってラブ！？華麗なるキュアショコラ！)                                           | 12. marts 2017     |
| Da Ichika bliver forelsket i Akira, opmuntrer de andre hendes til at følges med Akira til en chokoladebutik. Akira forklarer at chokoladen er til hendes syge søster, Miku. Men netop da dukker kirakiraru-tyven Bitard op og stjæler den chokolade, som Akira havde købt til Miku. Ichika opdager, at al chokoladen i byen har fået stjålet deres kirakiraru, så hun beslutter sig for at bruge den chokolade Akira købte til hende til at lave noget hunde-chokolade til Miku som erstatning. Da Pretty Cure kæmper for at holde chokoladen sikker fra Bitard, giver Akiras beslutning om at ville beskytte den chokolade, som Ichika lavede til Miku, Akira kraften til at forvandle sig til Cure Chokolat. Efter at Bitard er blevet besejret og chokoladen sikkert afleveret til Miku, bliver Ichika chokeret over at opdage, at Akira faktisk er en pige. | |                    |
| 7 | "Pekorin Makes Doughnuts peko~!" "Pekorin, Doonatsu Tsukuru peko~!" (ペコリン、ドーナツ作るペコ～！)                                                                        | 19. marts 2017     |
| Feen Elder fortæller pigerne om, hvordan Pekorin plejede at bage sammen med hendes venner på toppen af Jordbærbjerget. Men en dag angreb Gummy og de andre kirakiraru-tyve og udløste en eksplosion, der adskilte Pekorin fra hendes venner og efterlod Elder som en ånd. Minderne smerter Pekorin, så Ichika muntrer hende op ved at lave doughnuts sammen med hende. De tager deres færdiggjorte doughnut med til toppen af Jordbærbjerget, hvor Elders bageri plejede at være. Her bliver Ichika vist syn af dengang, Pekorin og hendes venner havde det sjovt med at bage. Netop da angriber kirakiraru-tyven Fair, der kan dele sig selv, men han bliver besejret af den samlede styrke fra de fem Pretty Cure. Ichika bliver inspireret af de syn hun så og beslutter sig for at ændre bageriet til en butik, Kirakira Patisserie, hvor alle kan nyde søger sager sammen. | |                    |
| 8 | "KiraPati... Can't Open!" "KiraPati Oopun... Dekimasen!" (キラパティオープン…できません！)                                                                                  | 26. marts 2017     |
| Mens Ichika og de andre prøver at gøre Kirakira Patisserie klar til åbningen, viser Elder dem Kirakiraru Pot, der gør det muligt for dem at lave ting af kirakiraru til at dekorere butikken med. Men på trods af det kæmper pigerne stadig med deres egne opgaver. Netop da kommer en pige ved navn Emiru Kodama til butikken for at købe søde sager til hendes venner, der har hver deres smag. Mens Ichika prøver at komme på en ide, lykkes det for de andre at gøre butikken klar ved fælles hjælp, hvilket giver Ichika ideen til at lave en dyrekage til Emiru. Men kirakiraru-tyven Spongen dukker op og stjæler kagens kirakiraru, så Pretty Cure må gribe ind og besejre ham for at genskabe kagen. Bagefter åbner Ichika officielt Kirakira Patisserie, som Emiru tager alle sine venner med til. | |                    |
| 9 | "KiraPati Will Make Your Love Come True!" "KiraPati ga Anata no Koi, Kanae masu!" (キラパティがあなたの恋、叶えます！)                                                      | 2. april 2017      |
| Mens konditoriet afprøver forskellige lokaliteter til at tiltrække kunder, støder de på en mand ved navn Daisuke Tatsumi, der leder efter en småkage, han kan bruge til at tilstå sin kærlighed til barndomsvennen Midori Nakamura med. Ichika og de andre vil hjælpe ham, så de lever nogle småkager for at støtte ham. Kirakiraru-tyven Cookacookie dukker imidlertid op for at stjæle småkagerne, men det lykkes for Pretty Cure at besejre ham. Småkagerne bliver ganske vist ødelagt, men Daisuke får alligevel mandet sig op til at tilstå sin kærlighed til Midori, mens pigerne hjælpe til med at sætte den rette stemning. | |                    |
| 10 | "Yukari vs. Akira! Call Out to the Storm!" "Yukari tai Akira! Arashi o Yobu Otsukai!" (ゆかりVSあきら！嵐を呼ぶおつかい！)                                                  | 9. april 2017      |
| Ichika vil deltage i en lokal festival for søde sager og sender Yukari og Akira ud for at købe ingredienser til en fælles frugttærte. Yukari og Akari har dog svært ved at finde nogen frugter. Yukari hjælper en ung pige med at vælge en voksen broche, mens Akira hjælper en gammel kvinde med at finde en smaragd, der faldt af hendes vielsesring. Yukari og Akira bliver imidlertid trukket væk af deres respektive fanklubber, der mener at konditoriet ikke er et passende sted for dem. Imens angriber kirakiraru-tyven Tarton Ichika og de andre, der er i gang med at lave bunden til frugttærten. Yukari og Akira ignorerer deres fanklubbers råd om at holde sig fra hinanden og kommer de andre Pretty Cure til hjælp for i fællesskab at besejre Tarton. Derefter får de endelig købt frugten, så Ichikas tærte kan blive færdig. Den færdiggjorte pindsvinetærte overbeviser pigernes fanklubber, men imens har maskeret figurer deres øjne på festivalen. | |                    |
| 11 | "Decisive Battle! PreCure vs. Gummy's Team!" "Kessen! Purikyua tai Gamii Shuudan!" (決戦！プリキュアVSガミー集団！)                                                         | 16. april 2017     |
| Festivalen for søde sager begynder, hvor det viser sig, at Kirakira Patisseries pindsvinetærte er populær hos kunderne. Ichika føler dog, at det er lidt pinligt, da hendes far Genichiro dukker op til festivalen. Netop da bliver festivalen imidlertid angrebet af Gummy og de andre kirakiraru-tyve. Og det bliver endnu værre, da en maskeret dreng fusionerer Gummy og tyvene til en enkel stærk fjende, der overmander Pretty Cure. Da Gummy angriber Genichiro, der har købt en jordbærkage til Ichika og hendes venner, går kirakiraru i alles hjerter sammen som Pretty Cures nye kraft, Candy Rods, som de bruger til at besejre Gummy med og bryde de bælter, der kontrollerede ham og de andre tyve. | |                    |
| 12 | "The Enemy is... The Popular Transfer Student!?" "Teki wa... Motemote Tenkousei!?" (敵は…モテモテ転校生！？)                                                                | 23. april 2017     |
| En dreng ved navn Rio Kuroki skifter til Ichikas klasse. Han bliver hurtig populær hos de andre elever og tager en særlig interesse i Ichika. Senere på dagen dukker Gummy og de andre op ved konditoriet og forklarer, hvordan de blev gjort onde af de bælter, de fik af den maskerede dreng. De undskylder overfor pigerne og lærer at nyde det at spise søde sager i stedet for bare at stjæle dets kirakiraru. Næste dag inviterer Ichika Rio og vennen Risa til konditoriet, hvor hun prøver at lave fåre-cupcakes. Hun får nogle nyttige råd af Rio, selvom han hævder, at han ikke bryder sig så meget om søde sager. Bagefter afslører Rio imidlertid, at han er den maskerede dreng kendt som Julio. Han stjæler kirakiraru fra Risas hjerte, efter at hun har spist cupcakes, og gør det sort for at bruge det som et våben mod Pretty Cure. Da Julios had mod søde sager øger styrken i hans angreb, bruger Ichika den pisketeknik hun lærte at Rio til at blokere hans angreb med, så Pretty Cure kan gøre den sorte kirakiraru i hans våben normalt igen. | |                    |
| 13 | "No Way! Himari's Unexpected Debut!" "Murimuri! Himari, Masaka no Debyuu!" (ムリムリ！ひまり、まさかのデビュー！)                                                           | 30. april 2017     |
| Ichika, Aoi og Himari bliver valgt til at hjælpe med at lave videoer som reklame for butiksområde, men Himari har det svært i sin rolle som rapporter, fordi hun er sky i forhold til det at være foran kameraet. Da det mislykkes at få nogen til at se videoen, foreslår Rio Himari, at de bruger Pretty Cure som reklamer for videoerne, hvilket imidlertid øger hendes bekymringer. Ichika flytter så optagelserne til konditoriet for at lette på tingene. Her kommer Himari i tanke om, hvad der gjorde hende interesseret i videnskaben bag mad, og får mod til at fortælle en mor og datter om, hvorfor churroer har deres unikke form. Netop da dukker Julio op, stjæler deres kirakiraru og bruger det til at skabe en mørk bue og pil. Himari vil beskytte de følelser, der er skabt af ønsket om at lære mere om søde sager, og bruger en ny teknik til at stoppe alle Julios pile, så Pretty Cure kan ødelægge våbenet og returnere kirakiraru til deres rette ejere. Takket være Himari nyfundne selvtillid bliver reklamevideoen en stor succes. | |                    |
| 14 | "Rich Girl Rock 'n' Roll!" "Ojousama Rokkunrooru!" (お嬢さまロックンロール！)                                                                                               | 7. maj 2017        |
| Aoi bliver pludselig trukket væk fra en optræden med hendes band af en butler ved navn Mizushima. Pigerne beslutter sig for at tage til Aois hus for at undersøge sagen og opdager, at Aoi faktisk er datter er en rig familie, som Mizushima vil have til at droppe både band og konditori for at blive en fin dame. Ichika og de andre vil hjælpe Aoi, så de sniger sig ind til en middagsfest, hvor de uddeler delfin-gele til gæsterne og giver Aoi chancen for en optræden, hvor kun kan overbringe sine følelser til Mizushima. Mens Mizushima tøver med at vise sine sande følelser, dukker Julio op og stjæler alle gæsternes kirakiraru for at skabe et mørkt våben. Aoi opdager, at hendes sang har nået Mizushimas hjerte og bruger styrken fra hans kirakiraru til at overvinde Julio og ødelægge hans våben. Bagefter lykkes det for Aoi at overbevise Mizushima om, at lade hende fortsætter i både bandet og konditoriet. | |                    |
| 15 | "Because of Love! Cure Chocolat's Anger!" "Ai Yueni! Ikari no Kyua Shokora!" (愛ゆえに！怒りのキュアショコラ！)                                                             | 14. maj 2017       |
| Akiras lillesøster Miku besøger konditoriet, hvor hun gerne vil hjælpe til, men hun finder ud af, at det er hårdere end forventet. Mens hun er ude at købe ind med Ichika, forklarer Miku, at hun gerne vil gøre noget for Akira til gengæld for den chokolade, hun fik af hende. Sammen med de andre laver Miku i hemmelighed en puddel-formet chokoladekage til Akira for at vise, hvor meget hun ønsker at beskytte hendes smil. Netop da stjæler Julio Mikus kirakiraru for at skabe et våben, hvilket gør Akira rasende. Da Akira bliver overvældet af sin vrede, får hun kraft af de følelser, hun fik fra Mikus kage, og vender slagets gang. | |                    |
| 16 | "A Rapidly Approaching Danger! Yukari and Rio!" "Kiken na Kyuusekkin! Yukari to Rio!" (キケンな急接近！ゆかりとリオ！)                                                      | 21. maj 2017       |
| Yukari er nysgerrig efter at få vide, hvorfor Rio ved så meget om dem alle, så hun inviterer ham og pigerne til hendes families tesalon til en teceremoni med hendes bedstemor. Efter at have set hvordan Rio tilsyneladende efterligner hendes lavning af te perfekt, fortæller Yukari ham om hendes problemer med at have en storesøster. Ichika bliver inspireret af Yukaris teceremoni og beslutter sig for at omdanne konditoriet til en tesalon med akvarium-tema, der serverer hvidhval-jordbær-daifuku. Det hjælper Yukari med at forstå, at teceremonier er noget, hun faktisk godt kan lide. Senere på dagen opdager Yukari, at Julio har angrebet hendes fans for at lokke hende til kamp. Da Julio prøver at svække Yukari ved at drille hende med hendes søster, afslører Yukari at hun løj om at have en søster for at narre Julio til at afsløre sin identitet. Efter at have ødelagt hans våben bemærker Yukari, at der var noget galt med Rios opførsel, da han lavede te. Imens har Julio fået kig på Ichika. | |                    |
| 17 | "The Final Experiment! Cure Whip Can't Transform!" "Saigo no Jikken! Henshin Dekinai Kyua Hoippu!" (最後の実験！変身できないキュアホイップ！)                               | 28. maj 2017       |
| Rio bliver klar over, at Yukari snart vil fortælle de andre om hans identitet. Han går derfor efter Ichika, der håber at kunne lave småkager til hendes mor. Rio bliver vred over Ichikas ubetingede kærlighed til sin mor, så han stjæler Ichikas kirakiraru og forvandler det til en Dark Candy Rod, så Ichika bliver efterladt uden kærlighed og ude af stand til at forvandle sig. De andre Pretty Cure kæmper mod Julio, men han er i stand til at bruge deres egne teknikker mod dem. Imens beslutter Pekorin sig for at hjælpe Ichika med at lave hendes småkager og hjælper hende med at huske den kærlighed for søde sager, hun fik fra sin mor. Ichika får en stor mængde kirakiraru fra de færdige småkager, så hun igen kan forvandle sig og kæmpe mod Julio, som hun omsider overvinder. Julio stikker af, mens han erklærer sit had mod søde sager. Imens ser en anden pige til ovenfra. | |                    |
| 18 | "The Queen of Rumors is the Formidable Foe, Bibury!" "Uwasa no Nushi wa Kyouteki Biburii!" (ウワサの主は強敵ビブリー！)                                                     | 4. juni 2017       |
| Pigerne undrer sig over, hvorfor de har manglet kunder på det seneste, men opdager, at nogen spreder ondskabsfulde rygter om Kirakira Patisserie. Det viser sig, at Julios allierede Bibury står bag, idet hun bruger sin dukke Iru til at sprede hjernevaskende rygter om, at der vil ske dårlige ting, hvis man spiser deres søde sager. Ichika er nedtrykt over den fortsatte mangel på kunder og bliver endnu mere deprimeret, da hun hører om det succesfulde konditor-vidunderbarn Ciel Kirahoshi. Næste dag bliver Ichika overrasket over, at se de andre piger reklamere for konditoriet på trods af rygterne. Det inspirerer hende til at lave en giraf-mille crêpe og holde en stor genåbning. Smagen af de søde sager overvinder rygterne, alt imens Bibury bliver grebet på fersk gerning af Yukari og hendes fanklub. Bibury får Iru til at stjæle al kirakiraru i nærheden og bringe det tilbage til hendes mester, Noir. Det lykkes imidlertid for Pretty Cure at stoppe Iru, før han kan slippe væk, og genvinde kirakiraru. Mens Bibury tager væk, og konditoriet vender tilbage til normale forhold, ankommer Ciel til Japan. | |                    |
| 19 | "The Genius Patissiere! Ciel Kirahoshi!" "Tensai Patishie! Kirahoshi Shieru!" (天才パティシエ！キラ星シエル！)                                                              | 11. juni 2017      |
| Ciel åbner en restaurant i Ichikas hjemby, der hurtig bliver populær. Ichika bliver begejstret over Ciels søde sager og beder om at blive hendes elev. Ciel giver Ichika til opgave at lave en ret, der repræsenterer hvem hun er. Retten lever dog ikke op til Ciels standarder, men Ichika kommer til gengæld til at sætte pris på det arbejde, som Ciel lægger i hendes søde sager for at gøre folk glade. Bibury og Iru dukker op for at stjæle kirakiraru fra Ciels søde sager, men det lykkes for Ichika og de andre Pretty Cure at stoppe. Ciel bliver glad for at lære, at Pretty Cure eksisterer. | |                    |
| 20 | "Mixing Up Admiration! Ichika and Ciel!" "Akogare Maze Maze! Ichika to Shieru!" (憧れまぜまぜ！いちかとシエル！)                                                            | 25. juni 2017      |
| Ichika, Himari og Aoi får til opgave at følge med Ciel på et heldags interview, hvor Ichika er fast besluttet på at blive Ciels elev. Mens de søger efter ingredienser på Jordbærbjerget, bemærker Ichika, at Ciel virker bekendt med området og kender til legendariske konditorer. Da de kommer til en biavler, giver smagen af honning dem alle lyst til at lave pandekager, hvilket fører til en bagekonkurrence mellem Ichika og Ciel. De bliver imidlertid afbrudt af Bibury og Iru, der stjæler kirakiraru fra Ciels pandekager og kidnapper Ciel, så Pretty Cure må gå i aktion. Efter at det lykkes for Pretty Cure at redde dagen, undrer Ciel sig over, hvorfor Ichikas tilsyneladende almindelige bjørnepandekager indeholder så meget kirakiraru. | |                    |
| 21 | "What Was That~!? The Secret Identity of Ciel is Revealed!" "Nandesuto~!? Akasareru Shieru no Shoutai!" (なんですと～！？明かされるシエルの正体！)                          | 2. juli 2017       |
| Ichika bliver nysgerrig omkring Ciel, efter at hun har nævnt kirakiraru. Så ser Ichika nogle mærkelige spøgelseslignende figurer, hvilket får Elder til at udsende et signal ved Jordbærbjerget. Det tiltrækker alle de feer, som er blevet spredt, men som er blevet hjulpet af Gummy og hans omvendte allierede. Da Ichika og de andre holder en fest for at ønske dem alle velkommen tilbage, dukker Ciel uventet op og afslører, at hun selv er en fe ved navn Kirarin. Netop da dukker Bibury op for at stjæle al kirakiraru. Hun bruger sin egen mørke kirakiraru til at gøre Iru endnu stærkere men bliver endnu engang besejret af Pretty Cure. Netop da kommer Julio, der har fået ekstra mørk kraft fra Noir. | |                    |
| 22 | "Stop It, Julio! The Kirakiraru of Hatred!" "Yamete Jurio! Nikushimi no Kirakiraru!" (やめてジュリオ！憎しみのキラキラル！)                                                 | 9. juli 2017       |
| Julio bruger den mørke kirakiraru i sin krop til at styrke sin Dark Rod og slå Pretty Cures angreb tilbage. Ciel genkender Julio som sin tvillingbror Pikario, der imidlertid gør et angreb, der får pigerne til at falde ned i en underjordisk grotte fyldt med kirakiraru. Ciel forklarer hvordan hun studerede i Frankrig med Pikario, indtil han en dag erklærede at hade søde sager og forsvandt. Da Julio genoptager sit angreb, giver han udtryk for sin harme over, at Ciel har mere talent end ham som både konditor og en potentiel Pretty Cure men uden at tage hensyn til hans følelser. Det førte til at Noir ledte ham til den mørke side. Ichika sanser at den virkelige Julio er et sted i mørket og får de andre Pretty Cure til at styrke hende, så hun kan modstå Julios angreb og forstå hans sande følelser. På den måde lykkes det hende at forvandle ham tilbage til Pikario. Mens Ciel ærgrer sig over, at hun ikke kunne gøre noget for sin bror, opdager de andre feer et mystisk skrin i grotten. | |                    |
| 23 | "Fly! The Rainbow-Colored Pegasus, Cure Parfait!" "Tobe! Nijiiro Pegasasu, Kyua Parufe!" (翔べ！虹色ペガサス、キュアパルフェ！)                                             | 16. juli 2017      |
| Mens pigerne spørger Pikario om Noirs ambitioner, bliver Ciel deprimeret over ikke at have taget hensyn til Pikarios følelser. Hendes skyldfølelse bliver endnu større, da Pikario afslører, at alt hvad han prøver at lave mister sin kirakiraru med det samme. Netop da dukker Noir selv op for at lokke Ciel over på den mørke side og fanger hende, Ichika og Ciel i en barriere skabt af selvglæden i Ciels hjerte. Da de andre Pretty Cure prøver at redde dem, bliver Bibury og Iru fusioneret af Noir for at holde dem væk. Ichika når et køkken indeni Ciels hjerte og opmuntrer Pikario til at lave vafler til hende. De genvinder deres kirakiraru fra hans følelser for hende og genskaber Ciels glæde. Ciel genopdager sin passion for at lave søde sager og begynder at lave dem med Pretty Cures kirakiraru og Pikarios vafler. Noir prøver at angribe Ciel, men Pikario blokerer hans angreb. Det giver Ciel mod til at færdiggøre Pegasus Parfait Animal Sweets og forvandle sig til Cure Parfait, så hun kan besejre Bibury. Pikario er imidlertid svækket af sine kvæstelser, så han bliver taget til det gamle skrin for at komme sig. | |                    |
| 24 | "The Transfer Student is the Fairy Kirarin!?" "Tenkousei wa Yousei Kirarin!?" (転校生は妖精キラリン！？)                                                                    | 23. juli 2017      |
| Det gamle skrin tager sig af den kvæstede Pikario men bestøver også hver af Pretty Cure med mystiske krystaller. Ciel vil gerne lære mere om Ichika og de andre, så hun skifter til Ichikas klasse. Der opstår dog hurtigt problemer, da Ciels sult pludselig får hende til at forvandle sig tilbage til en fe foran hendes klassekammerater. Ichika og de andre hjælper Ciel med at slippe væk og blive normal igen. Men imens dukker en anden af Noirs håndlangere, Glaive, op for at stjæle byens kirakiraru. Glaive hidkalder et monster ved navn Nendos til at angribe Pretty Cure. Med alles hjælp lykkes det for Ciel at besejre monstret, før hun officiel bliver en del af Kirakira Patisserie. | |                    |
| 25 | "Lightning Fast Wedding!? Princess Yukari!" "Dengeki Kekkon!? Purinsesu Yukari!" (電撃結婚！？プリンセスゆかり！)                                                           | 30. juli 2017      |
| Prins Nata fra Hertugdømmet Confeito kommer for at anmode om Yukaris hånd og vil tage hende med tilbage til sit land. Nata tror at Akira er Yukaris kæreste og udfordrer hende til en række prøver for at afgøre, hvem der egner sig bedst til at være Yukaris prins. Da Yukari synes at reagere skarpt i forhold til Akiras usikkerhed i sagen, fortæller Ciel Akira, at hun skal være mere direkte med sine følelser for Yukari og opmuntrer dem begge til at lave chokolademakroner i en bagekonkurrence mod Nata. Da de skal aflevere dem, afslører Yukari at hun opfører sig koldt overfor andre for at dække over sine egne svagheder, hvilket Akira vælger at acceptere. Netop da angriber en anden af Noirs tjenere ved navn Elissio Nata og slår Yukaris Sweets Pact væk, så Akira må kæmpe mod ham alene. Til trods for de store skader fra Elissios angreb hjælper Akiras kærlige følelser for Yukari hende til at bryde fri, hvorefter de andre Pretty Cure kommer for at hjælpe med at bekæmpe Elissios plantemonster. Bagefter afslår Yukari Natas tilbud og vælger at bliver sammen med Akira og de andre. | |                    |
| 26 | "The Summer! The Sea! KiraPati Castaways!" "Natsu da! Umi da! KiraPati Hyouryuuki!" (夏だ！海だ！キラパティ漂流記！)                                                        | 6. august 2017     |
| Pigerne tager til stranden, hvor Ichika bruger deres resterende kirakiraru til at sætte konditoriet til at flyde på en stor badering. De bliver imidlertid trukket væk af bølgerne og ender på en øde ø uden mulighed for at komme væk. Mens pigerne leder efter ingredienser, de kan bruge til at lave flere kirakiraru-skabende søde sager med, støder Ciel på Bibury, der også er strandet. Pigerne finder en grotte med istapper, de kan bruge til at lave pingvin-is med, men Ciel, der er bekymret for Bibury, beslutter sig for at tage nogle til hende også. Bibury er sur over ensomheden og bruger isens kirakiraru til at styrke Iru for at angribe Ciel, men han angriber imidlertid også hende selv. Ciel risikerer sig selv for at beskytte Bibury og forsikrer hende, at hun ikke behøver at være alene, før hun renser Iru. Bibury beslutter sig for at bruge isens kirakiraru til at slippe væk fra øen med. Ciel, der er fast besluttet på en dag at blive venner med Bibury, opdager, at den krystal hun fik fra skrinet har ændret form. | |                    |
| 27 | "A Blazing Live Battle! Aoi vs. Misaki!" "Atsu~i Raibu Batoru! Aoi tai Misaki!" (アツ～いライブバトル！あおいVSミサキ！)                                                    | 13. august 2017    |
| Aois band Wils Azure skal deltage i Blue Rock Festival ligesom Misakis band Ganache. Aoi får lejlighed til møde Misaki selv, men hun virker til at være skuffet over at høre, at det var Aois drøm at møde hende. Bagefter opdager Aoi, at begge bands skal optræde på samme tid med det resultat, at stort set ingen kommer til Wild Azures optræden. Aoi forsøger at opretholde facaden overfor sine venner men ender med at blive frustreret over sin fiasko og løber grædende væk. Hun bliver opdaget af Elissio, der manipulerer mørke ind i Aois misundelse og driver hende til at angribe festivalen. Før Aoi kan ødelægge scenen, kalder Ichika ud efter hende og hjælper Aoi til at huske sin kærlighed til musik og realisere sit ønske om at nå et større publikum. Næste dag giver Aoi Misaki et hval-tyggegummi, der repræsenterer hendes sejhed og sværger at ville møde hende igen en dag. | |                    |
| 28 | "Make It Rise! Himari's Sweets Big Experiment!" "Fukurame! Himari no Suiitsu Dai Jikken!" (ふくらめ！ひまりのスイーツ大実験！)                                              | 20. august 2017    |
| Den rare videnskabsmand Yuu Tachibana, der skrev Himaris yndlingsbog, beder hende om at være hans assistent i et live eksperiment med at bage en gigantisk sukkerbrødskage. Himari er nervøs til at starte med, men det lykkes alligevel for hende at komme med nyttige råd under forberedelsen af dejen. Takket være Himaris justeringer lykkes det at bage kagen ordenligt, men den kollapser alligevel under dens store vægt. Himari giver sig selv skylden, men Tachibana roser hendes indsats og forsikrer hende, at hendes følelser hjalp eksperimentet med at blive en succes. Netop da stjæler Glaive kagen og publikums kirakiraru og forstærker sine håndlangere. Himari finder troen på sig selv og giver Pretty Cure videnskabelige råd til at hjælpe dem med at kombinere deres angreb og besejre Glaives monstre. Bagefter genbruger Himari sukkerbrødskagen fra eksperimentet til at lave kylling-cake pop til alle, før hun opdager, at hendes krystal har skiftet form ligesom Ciel og Aois. | |                    |
| 29 | "Big Trouble! Cure Macaron is Stained by Darkness!" "Dai Pinchi! Yami ni Somatta Kyua Makaron!" (大ピンチ！闇に染まったキュアマカロン！)                                    | 27. august 2017    |
| Yukari er plaget af en følelse af ensomhed, når hun er sammen med Akira, og undrer sig over hvordan hun kan være så positiv. Yukaris bedste mor giver konditoriet noget matcha-te til at lave søde sager med, hvorefter pigerne opmuntrer Yukari til at lave makroner med det. Da Yukari er på vej hjem, bliver hun imidlertid angrebet af Elissio, der lokker hende ind i en spejlverden skabt af hendes eget hjerte. Der bliver Yukari konfronteret med en manifestation af hendes yngre jeg, der repræsenterer den ensomhed, som hun altid har prøvet at grine væk. Men på trods af at Yukari må indrømme det mørke, så finder hun lys i den glæden hendes venner har givet hende, hvilket gør det muligt for hende at slippe fri fra spejlverdenen. Yukari hjælper Pretty Cure med at bekæmpe Elissio. Imens ændrer hendes krystal sig for at reflektere hendes opdagelse i det at finde sin egen morskab. | |                    |
| 30 | "The Targeted School Festival! Chocolat in Wonderland!" "Nerawareta Gakuensai! Shokora・in・Wandaarando!" (狙われた学園祭！ショコラ・イン・ワンダーランド！)                | 3. september 2017  |
| Akira får ledelsen af en skolefestival med Alice i Eventyrland som tema på hendes og Yukaris gymnasium. Imens må Ichika og de andre tage sig af Miku. Miku har det sjovt med at udforske festivalen og med at dekorere småkager. Imens bliver Akira bekymret for hendes helbred men bliver opmuntret til at fokusere på at hjælpe alle som udvalgsformand. Netop da angriber Elissio festivalen, fanger Akira bag en barriere og tvinger hende til at vælge mellem at beskytte Miku eller redde alle de andre tilstedeværende fra at blive fuldstændig drænet for kirakiraru. Akira nægter at ofte nogen og bruger sin egen kirakiraru til at redde både Miku og de besøgende. Elissio prøver at angribe den svækkede Akira men bliver stoppets af alles kirakiraru. Det gør det muligt for Akira at bryde fri af barrieren og for Pretty Cure at besejre Elissios monstre. | |                    |
| 31 | "Holding Back the Tears! Ichika's Reason For Smiling!" "Namida wa Gaman! Ichika Egao no Wake!" (涙はガマン！いちか笑顔の理由！)                                             | 10. september 2017 |
| Ichikas mor Satomi vender omsider tilbage fra sit arbejde i udlandet, så de andre opmuntrer Ichika til at tilbringe noget tid med hende. Da Ichika bliver klar over, at Satomi skal tilbage næste dag, forsøger hun at lave den jordbærkage, hun var var ved at lave til hende før. Alle hendes forsøg går galt, og hun opdager, at de mangler kirakiraru på grund af hendes blandede følelser. Satomi mærker, at Ichika har tvunget sig selv til at smile på trods af sin ensomhed, og opmuntrer hende til, at lade tårerne få frit løb. Bagefter finder Ichika sit sande smil, gør kagen færdig og sender Satomi af sted. Derefter slutter hun sig til de andre Pretty Cures kamp mod Glaive, hvor den resterende krystal også skifter form. Imens fylder Noir Bibury med mere mørke og giver hende en chance til for at besejre Pretty Cure. | |                    |
| 32 | "The Six Sparkling and Shining Personalities! Kirakiraru Creamer!" "Kiratto Kagayake Muttsu no Kosei! Kirakiraru Kuriimaa!" (キラッと輝け6つの個性！キラキラルクリーマー！) | 17. september 2017 |
| Pigerne tager alle deres forvandlede krystaller med til det underjordiske skrin for at få svar men bliver konfronteret af Bibury. Pigerne kæmper mod det mørke, der omgiver Bibury, men pludselig bliver de alle sammen sendt hundrede år tilbage i tid til Showa-perioden, hvor Jordbærbjerget var dækket til i mørke. Her møder de fortidens legendariske Pretty Cure, Lumière, og hjælper hende med at lave søde sager til alle folk i byen. Imens opdager Bibury, der blev sendt tilbage i tiden sammen med dem, at Noir var årsagen til, at hun blev helt alene, og at hun er blevet snydt hele tiden. Lumière bemærker den kraft, der udstråler fra krystallerne, og overlader pigerne sin dyrebare flødekande, før hun sender dem tilbage til deres egen tid. Pigerne forsøger at blive venner med Bibury, men netop da tager Iru kontrol med hende og forvandler sig til et kæmpe monster. Pigerne hører Biburys råb om hjælp og kombinerer deres krystaller med Lumières flødekande for at skabe Kirakiraru Creamers, så de kan besejre Iru og redde Bibury. | |                    |
| 33 | "Sweets are Dangerous!? Return of the Dark Animals!" "Suiitsu ga Kiken!? Fukkatsu, Yami no Animaru!" (スイーツがキケン！？復活、闇のアニマル！)                             | 24. september 2017 |
| Bibury begynder at arbejde hos Kirakira Patisserie for at betale for de cupcakes hun spiste. Netop da dukker Diable, Noirs håndlanger fra for hundrede år siden, op foran dem, men han forlader dem snart igen, da han har brug for mere kirakiraru til at genskabe sin form med. Pigerne frygter at byen endnu en gang vil falde i Noirs mørke, og at de søde sager de laver kan få folk til at lide. Netop da stikker krystallerne af, hvilket sender pigerne ud på en vild jagt, der får dem til at indse det vigtige i søde sager. Da Diable vender tilbage og bruger mørket til at angribe med, slår Pretty Cure ham tilbage ved hjælp af krystallerne. | |                    |
| 34 | "A Small Yet Big Fight! Yukari the Cat vs. Kirarin the Fairy!" "Chiisana Dai Kettou! Neko Yukari tai Yousei Kirarin!" (小さな大決闘！ねこゆかりVS妖精キラリン！)            | 1. oktober 2017    |
| Yukari kolliderer med sin krystal og bliver forvandlet til en kat. Nu hvor hun kan forstå kattenes sprog, bliver hun klar over, at kattene i nabolaget kæmper med feerne om, hvem der skal bruge Jordbærbjergets sø. Yukari bemærker at en mørk energi får katte og feer til at kæmpe mod hinanden. Hun går op mod Ciel, der ikke kender hendes sande identitet, i kampen om hvem der skal forlade bjerget. Yukari føler at hun bør fungerer som den onde, så alle andre kan enes. Hun springer ud fra en klippe men bliver reddet af Ciel og af feerne og kattene i fællesskab. Yukari finder ud af, at Diable står bag kampen, og bliver i stand til at forvandle sig tilbage, så hun kan hjælpe Pretty Cure med at bekæmpe ham. | |                    |
| 35 | "Perfectly Mismatched! Himari and Aoi!" "Dekoboko Pittari! Himari to Aoi!" (デコボコぴったり！ひまりとあおい！)                                                             | 8. oktober 2017    |
| Himari inviterer Aoi til at komme til en fin virksomhedsfest i hendes palæ, som Kirakira Patisserie også deltager i. Himari begynder imidlertid at føle sig malplaceret, da de andre gæster driller hende med at være en almindelig skolepige, og hun kommer til at tabe sin kogebog. Netop da Aoi vil hjælpe Himari med at finde hendes bog, spreder Diable mere af sit mørke, hvilket resulterer i et uheld, der ødelægger annonceringen af et nyt produkt. Aoi prøver at tage skylden for uheldet, men Himari mander sig op for at forsvare hende. Diable angriber og tager Himari som gidsel, men Aoi forsikrer hende om styrken af deres venskab og giver de andre tid til at redde hende, så Pretty Cure kan besejre Diable i fællesskab. Bagefter afklarer Himari og Aoi tingene med de andre gæster og bliver klar over, at deres venskab trives på grund af deres forskelle. | |                    |
| 36 | "Ichika and Akira! The Great Sports Festival in Ichigozaka!" "Ichika to Akira! Ichigozaka Daiundoukai!" (いちかとあきら！いちご坂大運動会！)                                | 15. oktober 2017   |
| Akira bliver bedt om at repræsentere Ichikas nabolag i Ichigozaka Sportsfestival, hvor byens distrikter konkurrerer mod hinanden. Det lykkes for Akira ar sejre i flere discipliner ved festivalen. Ichika bemærker, at der er noget galt med Akira, og at hendes Dog Crystal Animal også føler sig utilpas, hvilket får hende til at konkludere, at Miku må have smittet Akira med en forkølelse. Ichika overbeviser Akira om at tage det med ro og tager hendes plads, mens de andre piger støtter. Netop da angriber Diable, der nu er blevet mere komplet, festivalen, hvilket får Akira til at slutte sig til de andre Pretty Cure i kampen mod ham. Diable hæmmer Pretty Cure med sit mørke, men Ichika, der har beundret hvor hårdt Akira har arbejdet trods sin sygdom, hjælper de andre med at overkomme det og besejre ham. Bagefter tager Glaive Diables kræfter til sig selv, mens Akira tager sig af Ichika, der selv er endt med at blive forkølet. | |                    |
| 37 | "Salut! Ciel is Going Back to France!?" "Saryuu! Shieru, Furansu e Saruu!?" (サリュー！シエル、フランスへ去るぅー！？)                                                      | 22. oktober 2017   |
| Konditoren Madame Solène, som Ciel har arbejdet for i Frankrig, undrer sig overm hvorfor Ciel vælger at blive i Ichigozaka, og vil have hende til at vende tilbage til Paris for at deltage i en konkurrence om søde sager. Ichika og de andre er bekymrede over, at de afholder Ciel fra at fuldende sin drøm, men Bibury opmuntrer Ciel til at fokusere på, hvad hun selv vil gøre. Til sidst giver Ciel udtryk for sit ønske om at blive hos Kirakira Patissiere, så hun kan fortsætte med at opdage nye ting. Efter at have besejret et græskar-monster, som Elissio har sendt, arbejder Ciel og Ichika sammen om at lave en hamster-græskar-budding. Det får Solène til at acceptere Ciels beslutning og opmuntre hende til at deltage i konkurrencen sammen med de andre fra Kirakira Patissiere. | |                    |
| 38 | "Pekorin Has Turned Into a Human peko~!" "Pekorin Ningen ni Natchatta peko~!" (ペコリン人間になっちゃったペコ～！)                                                          | 29. oktober 2017   |
| Pekorin drømmer om Lumière. Da hun vågner op, opdager hun, at hun blevet forvandlet til et menneske. Pekorin vil bevise sit værd og beslutter sig for at købe ind på egen hånd, mens de andre holder øje med hende. Hun taber ganske vist sin pung undervejs, men det lykkes alligevel for hende at klare sine ærinder, uden at de andre behøver at gribe ind. Næste dag laver Pekorin doughnuts til alle. Glaive angriber imidlertid med sin bil, der er blevet styrket med Diables energi. Pekorin ønsker at beskytte alle og opgiver sin menneskelige form for at give Pretty Cure den kirakiraru, de har brug for til at bekæmpe Glaive med. Imens begynder Pikario at røre på sig igen. | |                    |
| 39 | "No Way~! The PreCure's Enemy is Ichigozaka!?" "Shonna~! Purikyua no Teki wa Ichigozaka!?" (しょんな～！プリキュアの敵はいちご坂！？)                                       | 12. november 2017  |
| Pretty Cure og Gummy og hans kammerater bliver inviteret til en forsamling af feer fra hele verden, hvor de lærer dem at lave søde sager. Netop da bruger Glaive sin Diable Custom-bil til at forvadle alle indbyggerne i Ichigozaka til Nendo-håndlangere. Pretty Cure er ude af stand til at kæmpe mod deres venner og naboer og kan ikke stå op imod Glaives kræfter. Pikario vågner imidlertid fra sin søvn og kommer Pretty Cure til hjælp. | |                    |
| 40 | "Let's La Get Changed! The Sweets Castle is Ready!" "Rettsu Ra Okigae! Suiitsu Kyassuru Dekiagari!" (レッツ・ラ・おきがえ！スイーツキャッスルできあがり！)                  | 19. november 2017  |
| Pikario og Bibury tror, at den mørke kirakiraru, der plager byen, kan modvirkes med søde sager, så de holder Glaive stangen, mens Pretty Cure laver nogle. Men Glaive gennemskuer deres plan og stjæler kirakiraru fra de søde sager, før de kan bruges, og ødelægger desuden Pikarios stav. Netop som alt håb synes ude, kommer kvarterets dyr, der er blevet beskyttet af fragmenter af Pikarios stav indeholdende Lumieires kræfter. De giver feerne nogle ingredienser til søde sager, der gør det muligt for dem at skabe nok kirakiraru til at rense byen med og befri de hjernevaskede indbyggere. Glaive fusionerer sig selv med Diable Custom for at blive et kæmpe monster. Pretty Cure bruger imidlertid alles kirakiraru til at skabe Sweets Castle og bruger det kraft til at besejre ham med, hvorefter Elissio forsegler både ham og Diable i kort. | |                    |
| 41 | "Dreams are Infinitely Shining☆Bright!" "Yume wa Kira☆Pika Mugendai!" (夢はキラ☆ピカ無限大！)                                                                               | 26. november 2017  |
| Ciel er lettet over at have Pikario tilbage, men kokkene i nabolaget anklager pludselig Pikario for at have stjålet kirakiraru fra deres søde sager og vender sig mod Ciel, da hun forsvarer ham. De andre tror på Pikarios uskyld og aner, at der er noget galt, men Pikario føler sig stadig trykket af sine gamle synder og stikker af. Ciel bliver i tvivl om, hvor vidt hun skal opgive sin drøm om at blive konditor for at blive sammen med Pikario, men Ichika foreslår, at hun skal prøve at lave vafler igen. Om aftenen lykkes det for Akira og Yukari at besejre bedrageren, mens de andre kæmper mod Elissio, der forstærker sig med Diables kort. Imens lykkes det for Ciel at finde den rigtige Pikario og overbevise ham om at følge sin sande drøm om at lave søde sager, før hun vender tilbage for at hjælpe Pretty Cure med at besejre Elissio. Efter at hans uskyld er bevist, begynder Pikario at arbejde sammen med Ciel i butikken. | |                    |
| 42 | "Singing WOW! Aoi's Last Song!" "Utae Uou! Aoi Rasuto Songu!" (歌えWOW！あおいラストソング！)                                                                               | 3. december 2017   |
| Netop som det bliver annonceret, at Wild Azur endnu en gang vil møde Misaki, annoncerer bandets leder Sonobe pludselig, at han vil forlade bandet for at fokusere på sine studier. Aoi bliver fortvivlet og usikker på fremtidens for hendes egen drøm. For at muntre Aoi op holder pigerne et pyjamasparty i konditoriet, hvor de hjælper hende til at forstå, at selvom Wild Azur ophører, så vil hendes kærlighed til musik og hendes drøm leve videre. Aoi får fornyet sin motivation og skriver en sidste sang til Wild Azur til deres kamp mod Misaki. På dagen for kampen angriber Elissio koncerten og bruger en magikers udstyr til at fange både Aois bandmedlemmer og de andre Pretty Cure, før han fanger Aoi i et glasbur uden hendes stemmer i håb om at knuse hendes drøm. Men selv uden en stemme lykkes det for Aoi at synge en sang, der rører alles hjerter og befri hendes selv og hendes venner. Efter at Elissio er blevet besejret, opfører Aoi og Wild Azur deres sidste sang sammen, mens hendes forældre vælger Mizushima som deres nye arving, så Aoi kan forfølge sin drøm frit. | |                    |
| 43 | "The Secret Ingredient is Courage! Himari's Future Recipe!" "Kakushi Aji wa Yuuki desu! Himari no Mirai Reshipi!" (かくし味は勇気です！ひまりの未来レシピ！)                | 10. december 2017  |
| Himari føler at hun er blevet mere selvsikker på det sidste og beslutter sig for at deltage i en audition om at blive assistent på et madlavningsprogram i tv. På dagen for auditionen ender Himari med at gå i panik, da hun utilsigtet kommer til at ævle løs med sin viden foran dommerne, og frygter at hun ikke har været i stand til at ændre sig selv. Pigerne forsøger at opmuntre Himari til at være sig selv, men hun forbliver deprimeret over, hvor værdiløs hun ser sig selv. Netop da spreder Elissios Diables mørke i tv-studiet og brænder Himaris notesbog om søde sager med det formål at sende hende yderligere ud i fortvivlelse ved at minde hende om den ensomhed, hendes besættelse af søde sager har skabt. Det lykkes imidlertid for Himari at mindes al den glæde, hun har haft, siden hun lavede den første budding med Ichika. Hun overkommer Elissios mørke og indser, at der er dele af hende selv, der ikke behøver at ændres. Efter kampen ender Himari med at deltage i auditionen som Cure Custard og, det lykkes for hende at opføre sig noget mere selvsikkert. | |                    |
| 44 | "Feelings Hidden in the Snow! Shout Out Your Love, Akira!" "Yuki ni Himeta Omoi! Ai o Sakebe, Akira!" (雪に秘めた想い！愛をさけべ、あきら！)                                | 17. december 2017  |
| Da Miku protesterer mod, at Akira vil blive forsker for hendes skyld, bliver hun angrebet af Elissio, der anklager hende for at holde Akira tilbage på grund af hendes sygdom, før han kidnapper hende. Da Akira og de andre bliver klar over, at Miku er forsvundet fra hospitalet, bliver Akira lokket til Noirs dimension af Elissio, der bruger Mikus selvlede til at skabe et gigantisk snemand-monster. Elissio prøver at manipulere Akira med den ensomhed, hun har følt ved ikke at kunne lege med Miku. Men Akira bruger sin kærlighed til at overvinde Elissio og overbeviser Miku om, at hendes ønske om at blive forsker er for at hjælpe alle slags børn, hvorved hun befrier hende fra mørket. Da de er sluppet sikkert ud af Noirs dimension, opfylder Akira sit løfte til Miku om at lave chokolade-snehunde med hende. | |                    |
| 45 | "Farewell, Yukari! Exciting☆Sweets Christmas!" "Sayonara Yukari! Tokimeki ☆ Suiitsu Kurisumasu!" (さよならゆかり！トキメキ☆スイーツクリスマス！)                            | 24. december 2017  |
| Yukari foreslår at konditoriet holder en julefest og beder Ciel om at lære hende at lave de perfekte makroner. Festen bliver en stor succes, men pludselig annoncerer Yukari, at hun har planer om at flytte til Hertugdømmet Confeito for at studere søde sager. Elissio angriber igen, men Yukari og de andre Pretty Cure overvinder alt det, som han sender imod dem, og besejrer ham. Bagefter græder alle over Yukaris forestående afrejse. | |                    |
| 46 | "Great Battle Against Noir! The Birthday Where Smiles Disappeared!" "Nowaaru Daikessen! Egao no Kieta Baasudee!" (ノワール大決戦！笑顔の消えたバースデー！)                 | 7. januar 2018     |
| Mens alle gør klar til at fejre Ichikas fødselsdag, fusionerer Noir sig selv med Elissio. Da alle diskuterer deres drømme for fremtiden, opmuntrer Ichikas forældre hende til at gå efter en drøm baseret på hendes kærlighed til søde sager. Ichika fejrer sin fødselsdag med sine venner og familie, men Noir dukker op i Elissios form og spreder sit mørke over byen. Da Lumière dukker op for at forsvare Pretty Cure, afslører Noir hvad der skete mellem dem for hundrede år siden. Noir var ikke i stand til at lave søde sager selv og krævede, at Lumière kun lavede dem til ham. Men da hun afslog, dækkede han byen i mørke. Ichika og de andrer tror på, at der stadig er et smil i Noirs hjerte, og bruger Lumières krafter til at overvinde Noirs mørke. Men Elissio genvinder sin form, stjæler Noir og Lumières kræfter og ændrer verdenen til en, hvor der hverken er had eller kærlighed. | |                    |
| 47 | "Bring Back the Love! Cure Pekorin is Ready!" "Daisuki o Torimodose! Kyua Pekorin Dekiagari!" (大好きをとりもどせ！キュアペコリンできあがり！)                              | 14. januar 2018    |
| Pekorin og Elder blev gemt af vejen i konditoriet af Ichika, lige før Elissios kræfter begyndte at virke, og er derfor de eneste, der ikke blev påvirkede. Men Pretty Cure, de andre feer og alle andre er blevet efterladt uden følelser eller erindringer. Og hvis nogen viser tegn på gode eller dårlige følelser, bliver deres kirakiraru suget væk af en genskabt Glaive. Pekorin prøver at lave nogle doughnuts for at hjælpe alle med at huske, men hun bliver fanget af Glaive og taget med til hans fabrik. Netop som Glaive forsøger at gøre det af med doughnutsene, bryder deres kirakiraru frem og trækker Ichika og de andre til fabrikken. Pekorin risikerer sit liv for at beskytte doughnutsene. Hun genvinder sin menneskelige form og får evnen til at forvandle sig til Cure Pekorin. Hun bruger denne evne til at få pigerne til at genvinde deres erindringer og kræfter og gøre dem klar til den endelige kamp mod Elissio. | |                    |
| 48 | "The Final Battle! Let's La Mix Up the Whole World!" "Saigo no Tatakai! Sekai Marugoto Rettsu Ra Maze Maze!" (さいごの戦い！世界まるごとレッツ・ラ・まぜまぜ！)             | 21. januar 2018    |
| Elissio forstærker sig selv med Noir og Lumières kræfter for at kæmpe mod Pretty Cure, idet han hævder at være en tom skal uden hjerte. Pretty Cure bruger deres kærlighed til at kæmpe mod Elissios tomhed. Deres følelser hjælper de andre manipulerede indbyggere til at genvinde deres individuelle kærlighed og heppe på dem, så de får kraft til at overvinde Elissios angreb. Elissio er imidlertid stadig imod at skabe en fredelig verden uden konflikter og suger Pretty Cure og verdenen ind i sin krop for at smuldre ind til intet sammen med dem. Netop som Pretty Cure ser hjælpeløst til, mens deres kære forsvinder, låner Elder og alle andre Pretty Cure deres kirakiraru, der leder dem til, hvor Elissio har lukket sig selv inde. Pretty Cure finder ud af, at Elissio har et hjerte, skabt fra den cupcake Lumière engang lavede til Noir, og bruger hans og alle andres kirakiraru til at gøre verdenen normal igen. Elissio giver slip på Noir og Lumières kræfter og ser frem til hvordan verdenen vil udvikle sig. Imens får Ichika omsider fejret sin fødselsdag ordenligt. | |                    |
| 49 | "To Somewhere Beyond Love! Whip Step Jump!" "Daisuki no Saki e! Hoippu Suteppu Jaanpu!" (大好きの先へ！ホイップ・ステップ・ジャーンプ！)                                    | 28. januar 2018    |
| Et år efter den afsluttende kamp med Elissio gør Kirakira Patisserie klar til sin sidste åbningsdag, før alle går hver til sit. Da Yukari vender tilbage på ferie i dagens anledning, fører hun en pige ved navn Hana Nono hen til konditoriet, hvor de laver søde sager til hendes medfølgende baby, Hug-tan. Ichika afslører at hun vil rejse jorden rundt og lave søde sager til alle for at opfylde sit løfte til Elissio. Hun har dog blandede følelser om at forlade konditoriet for at forfølge sin drøm. Da Hana forlader konditoriet, får kirakiraruen fra hendes søde sager Elders krop, der længe har været adskilt fra hans krop, sig til at rejse sig fra jorden og angribe byen. Pretty Cure har det svært i kampen mod den, men Pekorin og feerne hjælper til med kampen og lover, at de vil beskytte byen i Ichikas sted. Med hjælp fra en anden Pretty Cure ved navn Cure Yell lykkes det for Pekorin at berolige Elders krop og omsider genforene den med hans ånd. Noget tid senere forfølger alle hver deres drøm, alt imens Ichika fortsætter med at tage Kirakira Patisserie med rundt i verdenen for at bringe smil og søde sager til alle hun møder. | |                    |

## Film
Figurerne fra Kirakira PreCure a la Mode medvirker i crossover-filmen Pretty Cure Dream Stars!, der fik premiere 18. marts 2017, sammen med figurer fra de to foregående serier, Maho Girls PreCure! og Go! Princess PreCure. En film baseret på Kirakira PreCure a la Mode selv, Kirakira PreCure a la Mode the Movie: Crisply! The Memory of Mille-feuille!, havde premiere 28. oktober 2017.